# ジョージ・スティグラー
ジョージ・ジョセフ・スティグラー（George Joseph Stigler、1911年1月17日 - 1991年12月1日）は、アメリカ合衆国の経済学者。1982年にノーベル経済学賞を受賞した。

## 略歴
- 1911年　ワシントン州シアトルで生まれる。
- 1931年　ワシントン大学を卒業する（BA）。
- 1932年　ノースウェスタン大学で経営学を学びMBAをとる（ノースヴェスタン大学時代に経済学に興味を持つ）。
- 1933年　シカゴ大学に入りフランク・ナイトの指導を受ける。
- 1936年 - 1938年　アイオワ州立カレッジで教え始める。
- 1938年　シカゴ大学から博士号（Ph.D.）を取得する。
- 第2次世界大戦時、コロンビア大学でほとんどマンハッタン計画に参加し、数学および統計学関係の調査を行う。
- 1年間、ブラウン大学で過ごす。
- 1947年 - 1958年　コロンビア大学の教授を務める。
- 1959年　シカゴ大学に戻る。
- 1964年　アメリカ経済学会会長を務める。
- 1976年 - 1978年　モンペルラン・ソサエティーの会長を務める（スティグラーは1947年の同協会の設立に携わっていた）。
- 1982年　ノーベル経済学賞を受賞する。
- 1987年　アメリカ国家科学賞を受賞する。
- 1991年　シカゴにて没。

## 業績
- スティグラーは産業組織論や経済学史を主領域として研究を行っていた。スティグラーは産業組織論において、20世紀前半の主流派であったハーバード学派に対抗して、市場構造の集中度の高さが必ずしも市場の非効率性につながらないことなどを示した。また従来は価格と経済という現象にのみ適用されていた新古典派経済学をゲーリー・ベッカーとともに拡張し、あらゆる行動は合理的に選択されているという点を示したことでも有名である。

- また本来は消費者保護のためであったはずの規制が、いつの間にか生産者保護のための規制に転換してしまうという現象（規制の虜）のメカニズムを明らかにした。スティグラーはこの見地から、規制よりも市場構造に重点を置いた政策を支持する主張を行った。

- スティグラーはミルトン・フリードマンと並ぶシカゴ学派の重鎮であり、1982年には市場と規制に関する研究が評価され、ノーベル経済学賞を受賞した。また1987年には、アメリカ国家科学賞も授与されている。

## 日本語訳著書
- 『価格の理論（上・下）』（有斐閣, 1963年）
- 『生産と分配の理論――限界生産力理論の形成期』（東洋経済新報社, 1967年）
- 『産業組織論』（東洋経済新報社, 1975年）
- 『効用理論の発展』（日本経済新聞社, 1979年）
- 『小さな政府の経済学――規制と競争』（東洋経済新報社, 1981年）
- 『現代経済学の回想――アメリカ・アカデミズムの盛衰』（日本経済新聞社, 1990年）